# Saboba
Le district de Saboba (officiellement Saboba District, en anglais) est l’un des 20 districts de la Région du Nord au Ghana.
Anciennement district de Saboba/Chereponi, le décret du 12 novembre 2003 du président John Agyekum Kufuor, a divisé le district de Saboba pour permettre la création du district de Chereponi.

## Villes et villages du district
| - Saboba - Sambuli - Wapuli - Wanjoga - Sangbana | - Kpani Fishing Village - Yeteli - Garinkuka - Tombo - Kudani | - Yankazia - Kpeegu - Demon - Chanchangu - Sobiba | - Wenchiki - Kpalba - Kunkunzoli - Upper Nanson |

## Sources
- GhanaDistricts.com